# Цанка-Сант'Андреа (Ливорно)
Цанка-Сант'Андреа је насеље у Италији у округу Ливорно, региону Тоскана.
Према процени из 2011. у насељу је живело 166 становника. Насеље се налази на надморској висини од 20 м.